# 2K Marin
2K Marin fue una empresa desarrolladora de videojuegos con sede en Novato, California. El objetivo principal del estudio de acuerdo a los comunicados de prensa era la propiedad intelectual para desarrollar nuevas IP, también codesarrollar productos con otros estudios de 2K. La empresa trabajó en el desarrollo de BioShock 2. Su equipo incluyó a cinco exmiembros de 2K Boston.

## Juegos
- BioShock (2008) (PlayStation 3) (con 2K Australia, 2K Boston, y Digital Extremes)[3][4]
- BioShock 2 (2010)[5]